# مارلين فورتيه
آنا مارلين فورتيه ماكادو (بالإسبانية: Ana Marlene Forte Machado) ممثلة ومنتجة كوبية، اشتهرت باداءها شخصية كارمن راموس في مسلسل دالاس على قناة تي أن تي (2012-2014).
في 2016، ظهرت مارلين في مسلسل الرعب والدراما اخشوا الموتى السائرون في موسمه الثاني على قناة إيه إم سي.

## وصلات خارجية
- مارلين فورتيه على موقع IMDb (الإنجليزية)
- مارلين فورتيه على موقع ألو سيني (الفرنسية)
- مارلين فورتيه على موقع أول موفي (الإنجليزية)
- مارلين فورتيه على موقع قاعدة بيانات الفيلم (الإنجليزية)
- مارلين فورتيه على موقع كينوبويسك (الروسية)